# Franz Sensfuß
Franz Heinrich Otto Sensfuß (n. 21 iunie 1891, Milejewo⁠(d), Elbląg County⁠(d), Warmia și Mazuria, Polonia – d. 11 martie 1976, Heppenheim, Republica Federală Germania, Germania) a fost un general german din Wehrmacht, care a îndeplinit funcții de comandă în timpul celui de-al Doilea Război Mondial. El a fost decorat cu Crucea de Cavaler al Crucii de Fier.

## Carieră militară
Colonelul Franz Sensfuss a fost decorat la 19 septembrie 1941 cu Ordinul „Steaua României” cu spade, în gradul de Comandor cu panglica de „Virtutea Militară” „pentru destoinicia și devotamentul de care au dat dovadă pe câmpul de luptă în operațiunile contra bolșevicilor în colaborare cu trupele române”.

## Decorații
- Crucea de Fier (1914) clasa a II-a (18 septembrie 1914) și clasa I (20 noiembrie 1914)[2]
- Crucea de Fier cu barete (1939) clasa a II-a (1 octombrie 1939) și clasa I (22 aprilie 1941) [2]
- Ordinul „Steaua României” cu spade, în gradul de Comandor cu panglica de „Virtutea Militară” (19 septembrie 1941)[1]
- Crucea de Cavaler al Crucii de Fier (22 august 1944) ca Generalalleutnant și comandant al Diviziei 212 Infanterie[3]

Spre sfârșitul războiului, Sensfuß a fost nominalizat pentru decorarea cu frunze de stejar la Crucea de Cavaler al Crucii de Fier; nominalizarea a fost primită la 14 martie 1945 de către Heerespersonalamt (Biroul de Personal al Armatei de Uscat) din partea trupelor. Maiorul Joachim Domaschk a solicitat, prin mesaj teleprinter, avizul comandanților Armatei 1 și Grupului de Armate B (Heeresgruppe B). Divizia 212 Volksgrenadier era încercuită la acea vreme de forțele americane în vecinătatea orașului Baumholder și militarii săi au fost luați prizonieri. Maiorul Domaschk a trimis un mesaj radio comandantului nominalizat al Corpului LXXX Armată cu următorul conținut: „Nominalizare amânată în conformitate cu AHA 44 Ziff. 572.” Domaschk a precizat cu privire la nominalizare: „amânată, pentru că este dispărut în acțiune!” Decorarea nu a mai avut loc niciodată. Sensfuß nu figurează în registrul cu „nominalizările pentru gradele superioare ale Crucii de Cavaler al Crucii de Fier” și nici în cartea de nominalizare pentru Crucea de Cavaler (începând cu nr. 5100).